# Bulhary (Eslováquia)
Bulhary (em húngaro: Bolgárom) é um município da Eslováquia, situado no distrito de Lučenec, na região de Banská Bystrica. Tem 9,54 km² de área e sua população em 2018 foi estimada em 313 habitantes.

## Demografia
| Ano:        | 1994 | 2004   | 2014    | 2024   |
| ----------- | ---- | ------ | ------- | ------ |
| Broj ljudi: | 292  | 287    | 318     | 347    |
| Razlika:    |      | -1,71% | +10,80% | +9,11% |

| Ano:               | 2023 | 2024   |
| ------------------ | ---- | ------ |
| Número de pessoas: | 335  | 347    |
| Diferença:         |      | +3,58% |